# Within Temptation
Within Temptation ("У искушењу") је најпознатија холандска рок/метал група. Oсновали су је 1996. године певачица Шeрон ден Адел и гитариста Роберт Вестерхолт.
Жанр којем припадају њихове песме су симфонијски рок и симфонијски метал. Шерон ден Адел је рекла да певају симфонијски рок, а касније у интервјуу за 3BOOP12 рекла:"Ми сматрамо да смо симфонијског рок бенд...по мом мишљењу нисмо готски бенд“.
После издавања њиховог првог албума Улазак (енгл. Enter),Видин Темптејшн је постао истакнут у подземној сцени, али до 2001. нису били познати широј јавности, јер им је сингл Ледена Краљица (енгл. Ice Queen) из албума Мајка Земља достигао друго место холандским графиконима. Од тад,Видин Темптејшн је добио Конамус Експортпријс (лат. Conamus Exportprijs), и то пет година за редом. Њихов следећи албум Тиха Сила (енгл. The Silent Force), је достигао прво место на холандским графиконима, као и ранији албум Срце Свега (енгл. The Heart of Everything). У 2008. години су издали ДВД и ЦД Црна Симфонија (енгл. Black Symphony) уживо, који су снимили са Метрополском оркестром.
Октобра 30. 2009,Видин Темптејшн је издао нови албум са акустичним сетовима са њихове позоришне турнеје који се зове Звучна Ноћ У Позоришту (енгл. An Acoustic Night At The Theatre).

## Биографија

### Стварање бенда
Дугорочни пријатељи и партнери Шарон ден Адел и Роберт Вестерхолт основали су Видин Темптејшн још 1996. године након што су напустили другу групу Круг (енгл. The Circle).Круг је променио име у Путовање (енгл. Voyage) и издали су албум Загрљај (енгл. Embrace), и у једној песми је била Шарон ден Адел, али је са Робертом Вестерхолтом убрзо напустила бенд како би основали Видин Темптејшн, са новим члановима Ђероен ван Веном који је свирао бас-гитару, Мајклом Папенховом који је свирао гитару, Мартиђом Вестерхолтом који је свирао клавијатуру и ускоро наследивши неке краткотрајне бубњаре бенду се прикључио и Ивар де Граф. Ускоро им је понуђен уговор о снимању и потписали су ДСФА Плоче (енгл. DSFA Records) касније те године и почели су рад на првом издању.

### Улазак(1997)
Године 1997. издат је њихов први албум Улазак (енгл. Enter). Албум је био веома успешан и почели су турнеју по земљи након њиховог наступа на Динамо Отвореном (енгл. Dynamo Open Air) фестивалу у Ајндховену, једном од највећим хеви метал фестивала у Холандији. Исте године су кренули на прву међународну турнеју у Немачку и Аустрију. Накнадно су бубњара Ивар де Графа заменили новим бубњаром Циро Палмом.
Звук Уласка био је мелодичан и у дум темпу, под утицајем готског дум метала, доста користећи брзе клавијатуре, бубњеве и тешке риф гитаре. У албуму је често и смртни урлик Роберта Вестерхолта и Ђорђа Устхоека, бившег члана Усвојилишта (енгл. Orphanage).

### Плес(1998-1999)
Године 1998. Видин Темптејшн је наставио своју турнеју и њихов профил их је уздигао до главне бине на Динамо 1998. Но Видин Темптејшн није издао никакве нове песме, а у то време у плану нису ни имали издавање другог албума, па су одлучили да издају продужетак,Плес (енгл. The Dance), који је укључивао три песме и два ремикса, који је требало да унапреде звуке из Уласка.
Напокон узимајући предај од турнеја,1999. година је била најплаћенија година за бенд. Искористили су ту прилику да направе свој свопствени студио, и вратили су се својим личним потрагама, уз намеру да се врате следеће године.

### Мајка Земља(2000-2004)
Година 2000. је била година пуна догађаја за Видин Темптејшн због њиховог повратка турнејама, наступајући на три холандска фестивала:Ватерпоп (енгл. Waterpop), Боспоп (енгл. Bospop) и Лоуландс (енгл. Lowlands).Видин Темптејшн почиње рад на свом другом албуму Мајка Земља (енгл. Mother Earth) који први пут издаје у Низоземској децембра 1. Албум је био веома успешан на холандским графиконима првих неколико недеља после издавања.
Бенд је издао сингл Наше Довиђења (енгл. Our Farewell), који никада није ушао на графиконе. Други сингл из Мајке Земље,Ледена Краљица (енгл. Ice Queen) је у марту 2002. године достигао 2. место у Холандији али је достигао 1. место у Белгији. И Мајка Земља је била врло успешна достигавши 3. место на крају године у холандским албумским графиконима.
Година 2001. доживела је и велику промену чланова бенда, Руд Адрианус Ђоли постао је други гитариста, бубњар Ивар де Граф замењен је Стивеном ван Хестрегом, и Матриђ Вестерхолт (који је патио од мононуклеозе) замењен је Мартиђом Спиренбургом. Мартиђ Бестерхолт, брат Роберта Вестерхолта, после опоравка основао је нов бенд Делејн (енгл. Delain).
У 2002. години први пут су наступали у Француској и имали су наступ у Мексико Ситију. Зарадили су своју прву велику награду, холандску Сребрну Харфу (енгл. Silver Harp). После тога су кренули на велику међународну турнеју поджравајући Изгубљени Рај (енгл. Paradise Lost) у 2003. години, и ре-издавајући албум Мајка Земља преко ГАН рекордса (енгл. GUN Records) по више европских земаља. Била је успешна Немачкој, где је на графиконима достигла 7. место, а ре-издавање Ледена Краљице се нашло у првих 30. У Бенелуксу је друкчије издато, маска за Кејт Бушину (енгл. Cate Bush) песму Пењање Уз То Брдо (енгл. Running Up That Hill).Видин Темптејшн је наставио са наступима на музичким фестивалима широм Холандије, док је ДВД њихове туренеје Мајка Земља зарадио Едисонову награду (енгл. Edison Award). Унапређења Мајке Земље су се добро наставила до 2004. са разним фестивалима.Видин Темптејшн је у септембру 2004. године имао наступ уживо и у Уједињеном Краљевству у Лондону

### Тиха Сила(2004-2006)
План за издавање трећег албума настао је у 2004. години, и новембра 15. те године издат је албум Тиха Сила (енгл. Silent Force) по целој Европи. Урадио га је Данијел Гибсон и одмах је достигао 1. место у Холандији, али је достигао висока места на графиконима и у другим европским земљама. Наредне године 2005. кренули су на још једну велику међународну турнеју, са наступима по целој Европи (укључујући свој први фестивалски наступ у Великој Британији мада је главни наступ добила група Залиха Крви (енгл. Bloodstock)) и једна представа у Дубаију.Не Предај Се (енгл. Stand My Ground) и Успомене (енгл. Memories), први сингли новог албума, су дизали рејтинг Видин Темотејшена, и донеле им другу Едисонову Награду током своје кулминације. Трећи и веома познати сингл јесте Анђели (енгл. Angels).Не Предај Се је касније унапређен у песму за рекламу филма Крв и Чоколада (енгл. Blood and Chocolate).Видин Темптејшн да је песму и за видео-игрицу Витезови Храма:Пламени Поход (енгл. Knights of the Temple:Infernal Crusade) која је издата у марту.
У јануару 2006. године Видин Темптејшн је добио Холандску Поп Награду (највећа холандска поп награда) и Холандску Извозну Награду (највећа холандска награда за најпродаваније холандске уметнике изван Холандије), а касније су је добили три пута за редом.Видин Темптејшн је изјавио да су заузети радом на њиховом следећем албуму, заказан за издавање на јесен, и да неће свирати на фестивалима који почињу у априлу, посебно због тога што иду на велику међународну турнеју крајем године.
Августа 5. 2008, албуми Мајка Земља и Тиха Сила први пут су издати у Сједињеним Америчким Државама преко Роудранер Плоча (енгл. Roadrunner Records).

## Галерија
- Током концерта у Амстердаму 2011. године
- Састав бенда 2017.
- Бенд током снимања у студију
- Током наступа на рок фестивалу у Софији
- Чланови бенда 2015. године